# Giovanni Branchi
Giovanni Branchi (San Miniato, 14 novembre 1846 – Firenze, 25 ottobre 1936) è stato un diplomatico italiano.

## Biografia
Giovanni Branchi nacque a San Miniato (Pisa) nel 1846, allora città del Granducato di Toscana. Intraprese gli studi di giurisprudenza si laureò nel 1867 e decise di intraprendere la carriera diplomatica che lo portò in breve a condurre una brillante carriera. Nel 1880 ottenne l'incarico console a Moka, con giurisdizione sulle coste turche ed egiziane del Mar Rosso. Per i meriti acquisiti in questo incarico, venne nominato nel 1881 commissario civile ad Assab, in Eritrea, dove si trovava il primo porto acquisito dall'Italia nell'inizio della propria epopea coloniale in Africa.
Il suo arrivo alla colonia il 9 gennaio 1880 si era reso necessario dopo le dimissioni di Giuseppe Sapeto, agente commerciale della compagnia Rubattino di Genova che aveva proposto il primo acquisto del porto in Eritrea e che ora era stato "costretto" ad abbandonare il proprio posto per far posto ad un funzionario governativo dello stato italiano. Ottimi furono i rapporti invece tra il Branchi e Galeazzo Frigerio, comandante militare delle truppe dell'area.
Giovanni Branchi lasciò l'Eritrea nel 1884 per fare ritorno in Italia assieme al comandante Galeazzo Frigerio e dopo la sua dipartita il commissariato italiano venne soppiantato dal governatorato militare nelle mani di Giulio Pestalozza. Successivamente venne trasferito a Melbourne nel 1885 come console e poi dal 1889 a Zanzibar con la medesima qualifica.
Ritiratosi dalla vita diplomatica per anzianità nel 1905, si spegnerà a Firenze nel 1936 alla veneranda età di 90 anni.